# جبلیین
جبلین (در عربی: الجبلین ). روستایی از توابع شهرستان دِبّاء البیعه  در شبه‌جزیره و استان مسندم در کشور پادشاهی عمان است.
این روستا در کرانهٔ دریای عمان واقع شده‌است. روستا در روی تپه ی ودرپایهٔ زنجیره کوه حجر در منطقه رؤوس الجبال مسندم قراردارد.

## جمعیت
جمعیت آن ۲۰۶ نفر (۳۰ خانوار) است که از اهل سنت و مالکی مذهب هستند. پیشهٔ مردم روستا ماهی‌گیری وتجارت است.